# بينتي نيينيفوري
بينتي نيينيفوري (بالفنلندية: Pentti Niinivuori)‏ (27 أغسطس 1931 – 5 يوليو 1988) هو ملاكم فنلندي راحل، مثّل بلاده في الألعاب الأولمبية الصيفية في دورتي 1952 و1956.

## روابط خارجية
بينتي نيينيفوري على موقع أوليمبيديا (الإنجليزية)